# Reformismus
Die Bezeichnung Reformismus bezeichnet das Bestreben einer Partei, das vorhandene politische System eines Landes auf dem Wege von Reformen, d. h. unter gänzlichem Verzicht auf revolutionäre Handlungsweisen, in ein anderes, oftmals gänzlich verschiedenes zu überführen. Der Begriff Reformismus wurde ursprünglich innerhalb des Marxismus verwendet, später auch in Bezug auf den Liberalismus.

## Unterarten

### Sozialismus
Obgleich mit den Chartisten und der Fabian Society in Großbritannien bereits reformistisch-sozialistische Organisationen bestanden, gilt Eduard Bernstein in Deutschland und Österreich als Begründer des theoretischen Reformismus. In seinem Werk Die Voraussetzungen des Sozialismus und die Aufgaben der Sozialdemokratie unterzog er die bestehende Marx’sche Theorie einer radikalen Kritik und trat für die Umwandlung der SPD in eine ausschließlich reformistische Partei ein. Um diesen Kurs drehte sich in den 1890er Jahren der Reformismusstreit.
In der Folge bildete sich ein reformistischer rechter Parteiflügel, der diese Forderungen übernahm, dem zunächst eine zentristische Mehrheit gegenüberstand. Der revolutionäre Parteiflügel um Rosa Luxemburg blieb bis zur Entstehung des Spartakusbundes bedeutungslos.
Nach 1918 wurde der Reformismus zur vorherrschenden Strömung innerhalb der Sozialdemokratie, so dass die Begriffe in der Gegenwart weitgehend synonym verwendet werden. 1923 machte die KPD-Politikerin Clara Zetkin auf der Tagung des Exekutivkomitees der Komintern in Moskau die Reformisten für das Aufkommen des Faschismus verantwortlich: Dieser sei die Strafe, „weil das Proletariat nicht die Revolution, die in Rußland eingeleitet worden ist, weitergeführt und weitergetrieben hat“.

### Liberalismus
Die Mehrzahl aller liberalen Bewegungen im Europa des 19. Jahrhunderts war reformistisch in dem Sinne, dass diese die Umwandlung der damaligen absoluten Monarchien in konstitutionelle Monarchien auf dem Wege von Reformen anstrebten. Es kam jedoch zu keiner Begriffsbildung zur Bezeichnung reformistischer Liberaler im Gegensatz zu revolutionären Liberalen, da diese anders als z. B. die Sozialisten keine gemeinsamen Parteien unterhielten. – Die revolutionären Liberalen bezeichneten sich selbst als „Republikaner“ (Frankreich), „Radikale“ (Großbritannien und Schweiz) oder „Demokraten“ (Deutschland). Der Begriff „Liberaler“ hingegen schloss implizit eine reformistische Gesinnung mit ein. Diese traditionelle Terminologie wurde in den jeweiligen Ländern beibehalten.
In Preußen bildeten reformistische und revolutionäre Liberale zeitweilig eine gemeinsame Partei, die DFP. Diese spaltete  sich jedoch an der Frage, ob die Einigungspolitik Otto von Bismarcks zu unterstützen oder zu bekämpfen sei, in die rechtsliberal-reformistische NLP und die linksliberale, zu Beginn (noch) revolutionär gesinnte DtVP auf.